# Фулья (станція метро)
41°03′44″ пн. ш. 29°00′26″ сх. д. / 41.062138647291° пн. ш. 29.007306642324° сх. д.
Фулья (тур. Fulya) — проміжна метростанція на лінії М7 Стамбульського метро.  
Станція розташована під бульваром Барбаросси у мікрорайоні Їлдиз, Бешикташ, Стамбул, Туреччина.
Станцію було відкрито 2 січня 2023

Конструкція: підземна станція типу горизонтальний ліфт з однією острівною прямою платформою.
Пересадки
- Автобуси: 26, 26Б, 43, 74А;

| Попередня станція | Лінія | Лінія                           | Лінія | Наступна станція                  |
| ----------------- | ----- | ------------------------------- | ----- | --------------------------------- |
| Їлдиз кінцева     |       | M7 (Стамбульський метрополітен) |       | Шишлі — Меджидієкьой до Махмутбей |